# La Belle et le Corsaire
Pour plus de détails, voir Fiche technique et Distribution.
La Belle et le Corsaire (titre original : Il corsaro della mezzaluna) est un film italien de G. M. Scotese sorti en 1957.

## Synopsis
Un groupe de pirates barbaresques, menés par Nadir El Krim, pillent et ravagent les côtes méditerranéennes. De son côté, le baron Camerlata accueille la cousine de Charles Quint, Catherine d'Autriche. Les pirates décident donc d'assiéger le château du baron pour enlever la dame et exiger une rançon. Mais ils enlèvent par erreur Angela, la nièce de Camerlata.

## Fiche technique
- Titre original : Il corsaro della mezzaluna
- Réalisation : G. M. Scotese
- Scénario : Mario Amendola, Riccardo Pazzaglia et G. M. Scotese
- Dialogues additionnels : Alma Neille et Kay Ouseby
- Directeur de la photographie : Adalberto Albertini
- Musique : Renzo Rossellini
- Costumes : Ugo Fontana
- Décors : Saverio D'Eugenio
- Production : Enzo Merolle
- Genre : Film d'aventures
- Pays de production :  Italie
- Durée : 95 minutes (1 h 35)
- Date de sortie :
  - Italie : 4 décembre 1957
  - France : 31 décembre 1958[1]

## Distribution
- John Derek (VF : Jean-Louis Jemma) : Nadir El Krim / Paolo di Valverde
- Gianna Maria Canale (VF : Claire Guibert) : Catherine
- Ingeborg Schöner (VF : Martine Sarcey) : Angela
- Alberto Farnese (VF : Jacques Eyser) : le capitaine Alonzo de Carmona / Hugo van Berg
- Raf Mattioli (VF : Hubert Noël) : Vasco
- Camillo Pilotto (VF : Pierre Morin) : le baron Alfonso di Camerlata
- Gianni Rizzo : le vicomte de Gand
- Paul Muller (VF : Marc Valbel) : Charles Quint
- Yvette Masson (VF : Paule Emanuele) : Rosa
- Mimmo Polli (VF : Raymond Destac) : le gros corsaire
- Raf Baldassarre : un corsaire
- Furio Meniconi : l'écuyer de l'empereur
- Carol Carter : la danseuse
- Fausto Guerzoni (VF : Henry Darbrey) : Maître Anselmo (Anselme en VF)
- Ignazio Leone (VF : Jacques Dynam) : Nicola
- Amina Pirani Maggi : Gertrude, la nourrice
- Carlo Hintermann (VF : Marcel Bozzuffi) : le Tessin
- Fanny Landini (VF : Nicole Riche) : la Marquise de Gredon
- Alberto Varelli (VF : Jean-Claude Michel) : Tatun
- Silvio Lillo (VF : Michel Gatineau) : Vazquez
- Alberto Sorrentino (VF : Jean Daurand) : le corsaire au turban blanc

## Commentaire
Lors de sa sortie en salles, le film fût amputé d'une quinzaine de minutes, ce qui provoqua, à l'époque, une importante baisse de qualité. En effet ce montage raccourci faisait centrer l'intrigue d'avantage sur la romance entre le corsaire Nadir et la princesse Angela que sur les scènes d'action et d'aventures.
Toutefois, lors de sa sortie en DVD le 5 juillet 2022, le film est présenté dans sa version intégrale. Néanmoins, la version française n'ayant pas été refaite, les scènes supplémentaires sont restées en version originale sous-titrée.